# 丹尼爾·伯利·伍爾福爾
丹尼爾·伯利·伍爾福爾（英語：Daniel Burley Woolfall，1852年6月15日—1918年10月24日）是一名英格蘭職業足球運動員，於1906年至1918年擔任國際足球總會主席。
伍爾福爾是布萊克本人，於1906年6月4日當選為國際足球總會主席。他擔任主席期間的一個關鍵目標是在國際層面上實現統一的足球規則，他在起草國際足總的新章程中發揮了突出作用。在伍爾福爾的領導下，根據英國模式製定的比賽規則的應用成為強制性的，並對國際比賽作出了明確的定義。在擔任主席的兩年後，他幫助組織了第一個值得關注的國際足球比賽，即1908年倫敦奧運。在他的主席任期內，南非、阿根廷、智利和美國等首批非歐洲成員加入足球國總，但由於第一次世界大戰的爆發而中斷。伍爾福爾的主席任期隨著他在1918年10月的逝世而結束。